# San
Se llama genéricamente bosquimanos —o, también, san, basarawa, sho o ǃkung— a varios pueblos africanos, tradicionalmente cazadores-recolectores, que hablan alguna de las lenguas joisanas noroccidentales, caracterizadas por incorporar sonidos de chasquido o cliqueos. La palabra bosquimano deriva del afrikáans boschjesman, ‘hombre del bosque’.
No constituyen, por lo tanto, un único grupo, sino varios pueblos, muy relacionados con los khoikhoi (hotentotes), con los que conjuntamente forman un grupo mayor, denominado jjoison. 
Según cálculos recientes, son por lo menos 95 000 personas: 40 000 en Botsuana, 33 000 en Namibia, 8000 en Angola, 7500 en la República Sudafricana, 1500 en Zambia y 500 en Zimbabue. Estos pueblos tienen una larga historia, y sus gentes tienen mayoritariamente el haplogrupo Y-A, lo que muestra que son genéticamente similares a los primeros humanos que abandonaron África y colonizaron el resto del mundo.
También su cultura material se considera directamente emparentada con los primeros restos atribuidos a humanos modernos.
El gobierno de Botsuana no es el primero en implementar políticas y sistemas que afectan a los basarwa san. Durante 2000 años, los bantú-hablantes (granjeros y pastores) y los europeos han influido en los san-hablantes (“bosquimanos”) del sur de África. 
Edwin Wilmsen (1989) argumenta que a muchos san descendientes de pastores se les empujó a vivir en el desierto debido a condiciones de pobreza y opresión. Él ve a los san de hoy como una subclase rural en un sistema político y económico más grande dominado por productores de alimentos europeos y bantúes. Como resultado de dicho sistema, muchos san ahora cuidan ganado para los bantúes más ricos en lugar de recolectar de manera independiente. También domesticaron animales, lo que indica un movimiento que los alejó de su estilo de vida recolector. 
Susan Kent (1992, 1996) destacó una tendencia a estereotipar a los forrajeros, que a la par los amenaza. Estos han sido tildados de aislados y primitivos supervivientes de la Edad de Piedra. Un nuevo estereotipo los concibe como gente necesitada de cultura confinada en la marginación por los estados, el colonialismo o los acontecimientos mundiales. Incluso si esta última concepción raya con frecuencia en la exageración, es probablemente más adecuada que la primera. Los forrajeros modernos difieren sustancialmente de los cazadores-recolectores prehistóricos. Kent (1996) hizo hincapié en las variaciones entre los forrajeros, al centrarse en la diversidad temporal y espacial entre los san. La naturaleza de la vida san ha cambiado considerablemente desde las décadas de 1950 y 1960, cuando una serie de antropólogos de la Universidad de Harvard, en los que se incluye a Richard Lee, se embarcaron en un estudio sistemático de la vida en el Kalahari. Lee y otros estudiosos documentaron muchos de esos cambios en varias publicaciones (Lee, 1979, 1984, 2003; Silberbauer, 1981; Tanaka, 1980). Tal investigación longitudinal enfrenta variación temporal, mientras el trabajo de campo en muchas áreas san ha revelado variación espacial. 
Uno de los contrastes más significativos se halló entre los grupos establecidos (sedentarios) y los nómadas (Kent y Vierich, 1989). A pesar de que el sedentarismo se ha incrementado sustancialmente en años recientes, algunos grupos san (de las regiones ribereñas) ya habían sido sedentarios por generaciones. Otros, incluyendo a los Dobe Ju/’hoansi san estudiados por Lee (1984, 2003) y los Kutse san con los que Kent trabajó, han conservado su estilo de vida como cazadores-recolectores. 
Los forrajeros modernos no son reliquias de la Edad de Piedra, fósiles vivientes, tribus perdidas o buenos salvajes. Sin embargo, en la medida en que el forrajeo ha sido la base de su subsistencia, los cazadores-recolectores contemporáneos y recientes muestran los vínculos entre una economía forrajera y otros aspectos de la sociedad y la cultura. Por ejemplo, los grupos san que todavía son móviles, o que lo fueron hasta hace poco tiempo, enfatizan la igualdad social, política y de género. Un sistema social basado en el parentesco, la reciprocidad y el compartir es apropiado para una economía con pocas personas y recursos limitados. La búsqueda nómada de plantas salvajes y animales tiende a desalentar los asentamientos permanentes, la acumulación de riqueza y las distinciones de estatus. En ese contexto, las familias y bandas han sido unidades sociales adaptativas. Las personas tienen que compartir carne cuando la consiguen; de otro modo se pudre. Bandas forrajeras, pequeñas unidades sociales nómadas o seminómadas se reúnen estacionalmente cuando las familias nucleares que las componen se juntan. Las familias particulares en una banda varían año con año. Lazos de parentesco se crean entre los miembros de diferentes bandas. 
El comercio y las visitas también los vinculan. Los líderes de banda son líderes solo de nombre. En tales sociedades igualitarias los tratos se celebran entre pares. En ocasiones estos brindan consejo o toman decisiones, pero no puede forzar el que sus decisiones se cumplan.

## Historia

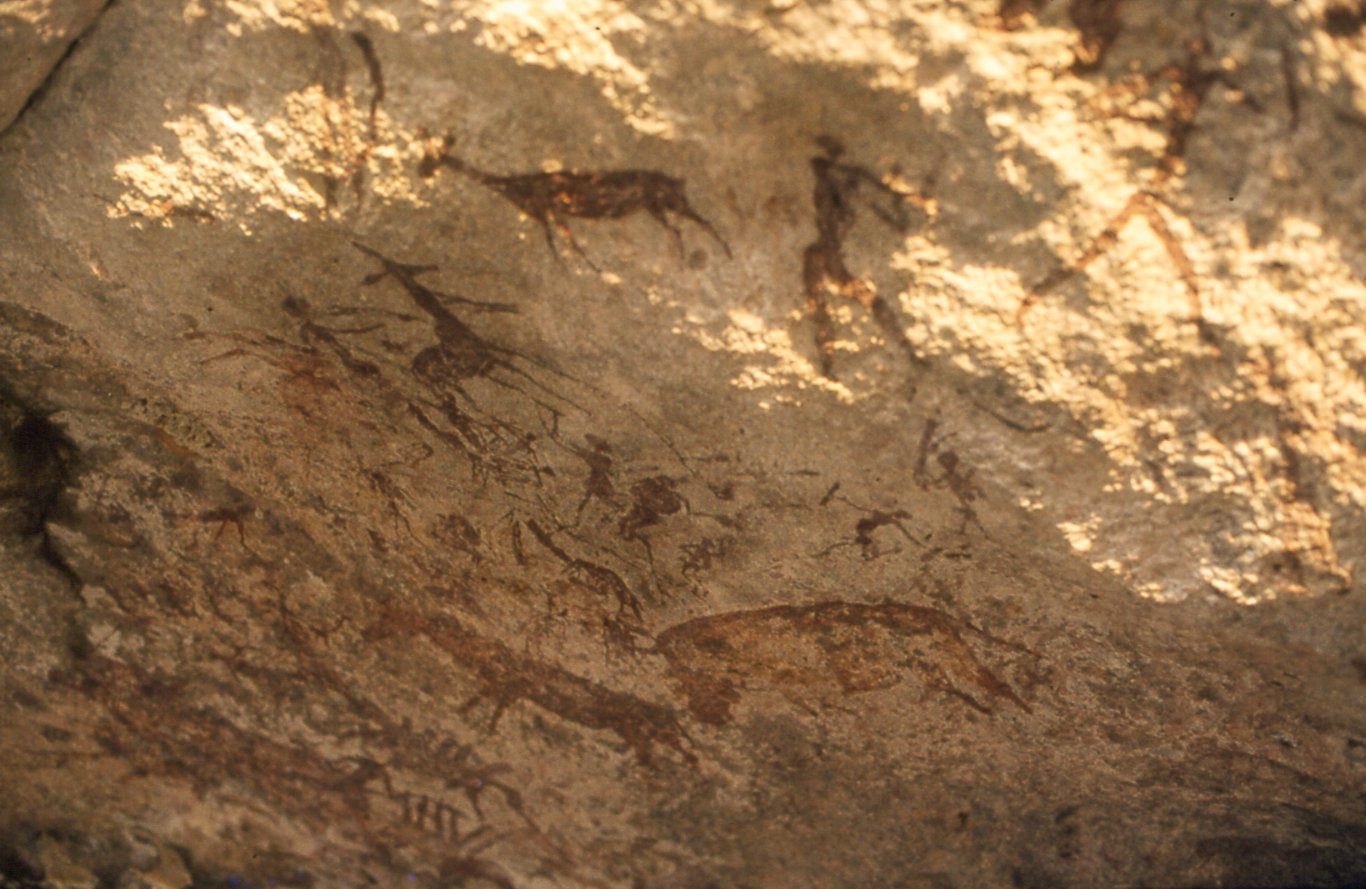
Pinturas antiguas de los bosquimanos cerca de Murewa (Zimbabue).

Sus antepasados ocupaban un extenso territorio, la totalidad del África austral, pero fueron desplazados hace 1500 años por los bantúes y posteriormente diezmados o sometidos a trabajos por los colonos holandeses, alemanes e ingleses.

## Idiomas

Lenguas africanas.

Entre las lenguas bosquimanas destacan la !kung, kung ekola o !xu, hablada por 5000 personas en Namibia y Angola; la kung gogabis o kaukau, hablada por 3000 personas en Namibia, y la kung tsumkwe o ju'oasi, hablada por 3000 personas en Namibia y Angola; la /hua-owani hablada por 1000 personas en el sur de Botsuana y la san con 16 000 hablantes en Namibia.
Son característicos de las lenguas de la familia joisana los chasquidos, diferenciando algunas de ellas hasta 80 tipos diferentes de los mismos. Concretamente, el 70 por ciento de las palabras comienzan con un chasquido, que se dividen en ingresivos cuando el aire entra en la boca, y egresivos cuando sale de la boca. Hay chasquidos bilabiales, por ejemplo, uno ingresivo que suena como un beso, y otros que se realizan con la lengua, dentales, alveolares, laterales y palatales. Se representan en la escritura por medio de signos como ≠ ! o //. Según estudios genéticos recientes, es posible que exista una conexión entre la lengua de los san o bosquimanos y la de los pigmeos, que en su origen también podría haber contenido estos peculiares chasquidos.

## Forma de vida

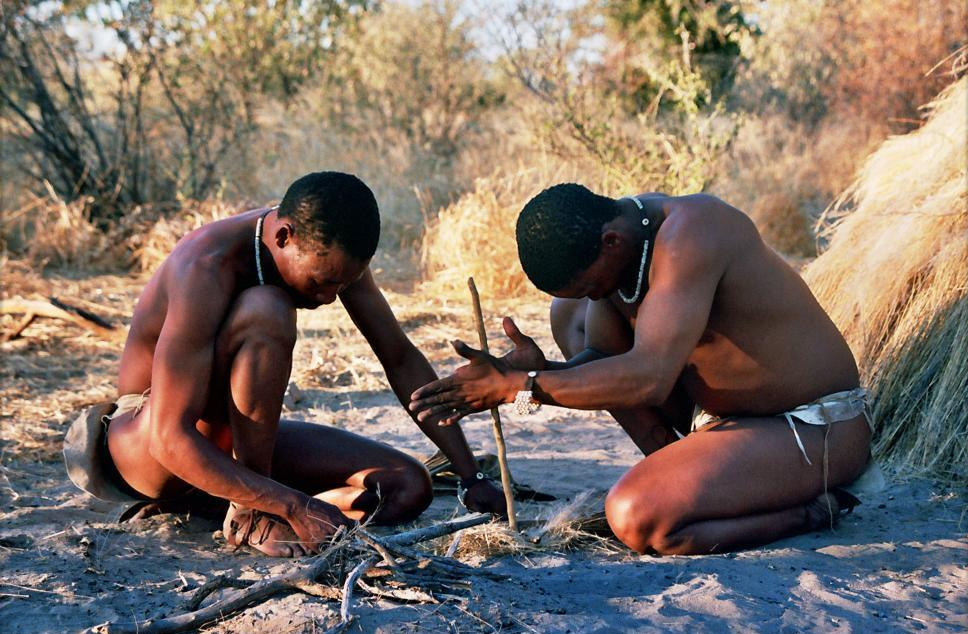
Manera tradicional de prender un fuego.

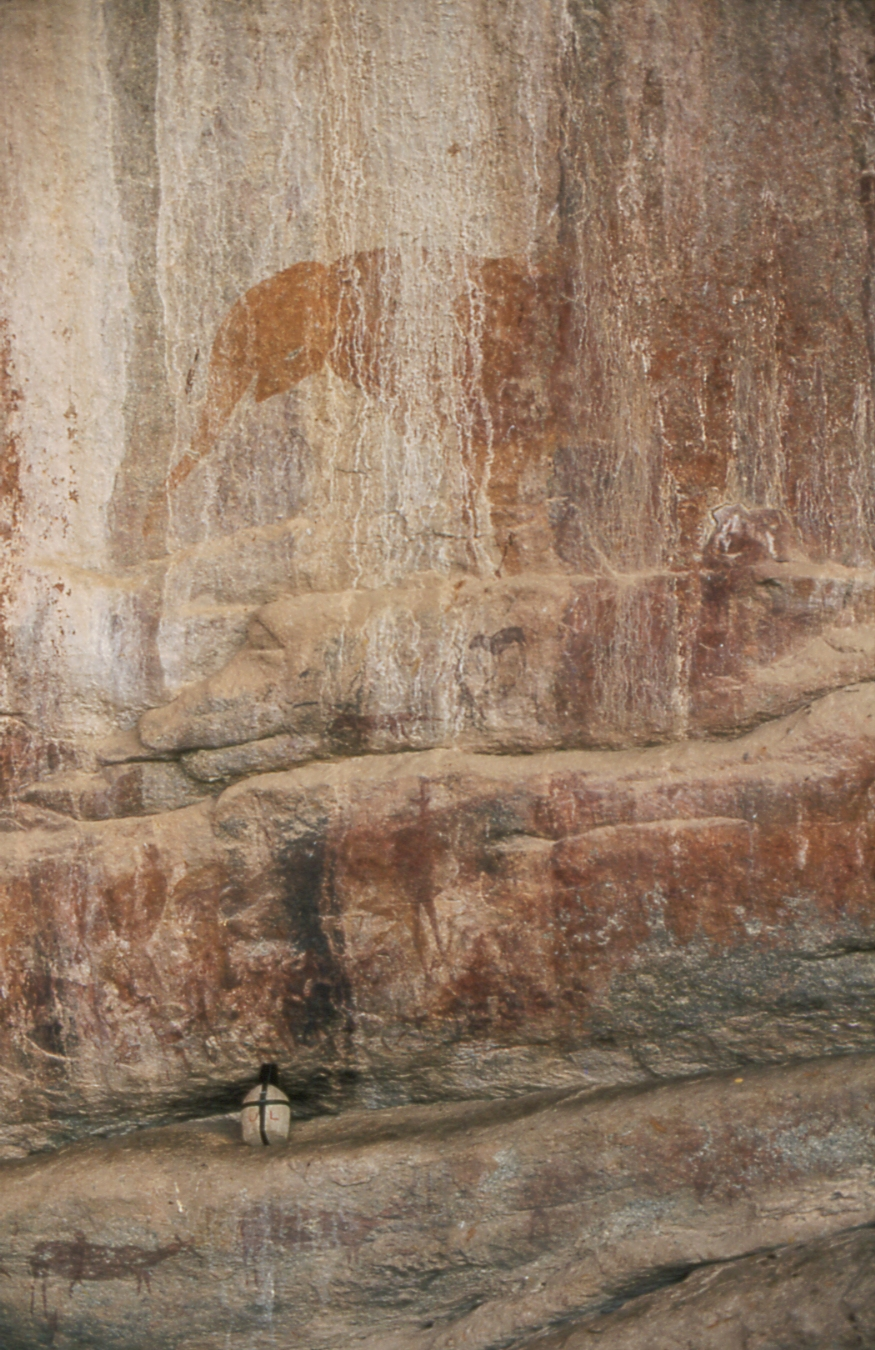
Pintura antigua de los san cerca de Murewa (Zimbabue).

Se sabe bastante sobre la forma de vida de los bosquimanos, porque ha sido uno de los pueblos más estudiados. Tradicionalmente han subsistido mediante la caza de antílopes y otros animales y la recolección de frutos (especialmente el mongongo), semillas y tubérculos del bosque y del desierto. Los niños no tienen deberes sociales más allá del juego, la conversación, la música y las danzas sagradas. Las mujeres tienen un estatus elevado en la sociedad, gozan de gran respeto y pueden ser líderes de sus propios grupos familiares. Toman importantes decisiones y reclaman la propiedad de pozos de agua y espacios de pastoreo. Construyen las viviendas efímeras. Están involucradas en la obtención de alimentos, tanto en la caza. Tradicionalmente eran una sociedad igualitaria pero los jefes hereditarios han limitado su autoridad.
El despojo territorial y la imposición de servidumbres han obligado a la mayoría a modificar su forma de vida. La relativamente extendida idea de los bosquimanos como cazadores y recolectores  de la Edad de Piedra, errando libremente en los espacios abiertos, está lejos de la realidad actual, lo más cierto es que debido al ambiente en donde viven desarrollaron un modo de producción cazador-recolector ya que en lugar del mero depredar los escasos recursos naturales de su ambiente su tipo de vida trashumante ha permitido la suficiente fertilidad y recuperación y mantención de los ecosistemas desérticos (aunque para ellos ricos en nutrientes) y semidesérticos en los que habitan o habitaban.
Casi no existen bosquimanos hoy en día que vivan tan solo de la caza y la recolección (aunque muchos siguen practicando estas actividades como una fuente complementaria de alimentos) y la mayoría viven como pastores, trabajando gratis a cambio de alimentos, o cobran salarios mínimos como jornaleros, criados o en asentamientos del gobierno.
Gran parte de los bosquimanos actuales viven en la pobreza, al carecer de tierra, y otros buscan nuevas maneras de vivir como agricultores y ganaderos en la tierra que les queda, a la vez que siguen cazando cuando tienen ocasión. Un grupo de ellos en Namibia formó la Cooperativa de Granjeros Nyae Nyae (NNFC), que recibe apoyo de la Fundación para el Desarrollo Bosquimano Ju/Hoansi.

### Subsistencia
Las aldeas varían en robustez, desde refugios nocturnos bajo la lluvia en la cálida primavera (cuando la gente se desplaza constantemente en busca de brotes verdes), hasta anillos formalizados, en los que la gente se congrega en la estación seca en torno a abrevaderos permanentes. El comienzo de la primavera es la estación más dura: un periodo seco y caluroso que sigue al invierno fresco y seco. La mayoría de las plantas aún están muertas o inactivas, y se han agotado las reservas de frutos secos de otoño. La carne es especialmente importante en los meses secos, cuando la fauna salvaje no puede alejarse de las aguas que retroceden.
Las mujeres recolectan fruta, bayas, tubérculos, cebollas de monte y otros materiales vegetales para el consumo de la banda. [También recogen huevos de avestruz y utilizan las cáscaras vacías como recipientes para el agua. Los insectos proporcionan quizás el 10% de las proteínas animales consumidas, sobre todo durante la estación seca. Dependiendo de la ubicación, los san consumen entre 18 y 104 especies, incluidos saltamontes, escarabajos, orugas, polillas, mariposas y termitas.
El equipo de recolección tradicional de las mujeres es sencillo y eficaz: una eslinga de piel, una manta, una capa llamada kaross para transportar alimentos, leña, bolsas más pequeñas, un palo para cavar y, quizás, una versión más pequeña del kaross para llevar a un bebé.
Los hombres, y presumiblemente las mujeres cuando les acompañan, cazan en largas y laboriosas excursiones de rastreo. Matan a sus presas utilizando arco y flecha y lanzas con punta de diamfotoxina, un veneno para flechas de acción lenta producido por larvas de escarabajos del género Diamphidia'.

## Genética
Diversos estudios sobre el cromosoma Y muestran que los san son portadores de algunos de los haplogrupos del cromosoma Y humano más divergentes (primeras ramificaciones). Estos haplogrupos son subgrupos específicos de los haplogrupos A y B, las dos ramas más tempranas del árbol filogenético del cromosoma Y humano.
Los estudios de ADN mitocondrial también aportan pruebas de que los san son portadores de altas frecuencias de las primeras ramas del haplogrupo en el árbol del ADN mitocondrial humano. Este ADN sólo se hereda de la madre. El haplogrupo mitocondrial más divergente (primera ramificación), L0d, se ha identificado en sus frecuencias más altas en los grupos San del sur de África.
En un estudio publicado en marzo de 2011, Brenna Henn y sus colegas descubrieron que los ǂKhomani San, así como los Sandawe y pueblos Hadza de Tanzania, eran los más diversos genéticamente de todos los humanos vivos estudiados. Este alto grado de diversidad genética apunta al origen de los humanos anatómicamente modernos.
Un estudio de 2008 sugirió que los san podrían haber estado aislados de otros grupos ancestrales originales entre 50.000 y 100.000 años y que más tarde volvieron a unirse, reintegrándose en el resto del acervo genético humano.
Un estudio de ADN de genomas totalmente secuenciados, publicado en septiembre de 2016, demostró que los antepasados de los actuales cazadores-recolectores san comenzaron a divergir de otras poblaciones humanas en África hace unos 200.000 años y quedaron totalmente aislados hace 100.000 años.

## Conflictos con el Gobierno de Botswana por sus tierras ancestrales

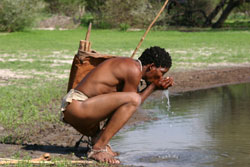
Bushman bebiendo agua de la cacerola.

Desde mediados de los años 1990, el Gobierno central de Botswana (predominantemente bantú) ha implementado una política de reasentamiento con el objetivo de expulsar a los bosquimanos de su tierra ancestral en la Reserva de la Caza del Kalahari Central (CKGR) y de asentarlos en aldeas recién creadas. Aunque el Gobierno niega categóricamente que el reasentamiento haya sido forzado, una resolución del Tribunal Supremo confirmó que el traslado era anticonstitucional y que los residentes fueron expulsados a la fuerza.
Los bosquimanos llevaron de nuevo al Gobierno a los tribunales, pero el Tribunal Supremo desestimó el caso.
A estas privaciones y obstáculos en la realización de sus derechos se suma el veto a la caza impuesta por el Ejecutivo a escala nacional que afecta seriamente su capacidad para alimentarse, ya que su dieta depende eminentemente de la caza de subsistencia. Algunas organizaciones como Survival International han denunciado que se trata de una medida ilegal e inconstitucional que viola las propias sentencias de los tribunales de Botswana. 
Además, según declaraciones, existen intereses lucrativos detrás de los intentos de reprimir la caza entre los bosquimanos en nombre de la "conservación", cuando el propio Gobierno permite la caza de trofeos al interior de la Reserva de Caza del Kalahari Central para las élites que pagan por ello a la vez que fomenta actividades extractivas.

## Declaración
“Cuando alguien dice, 'Ustedes los bosquimanos no tienen gobierno', nosotros les decimos que nuestros más lejanos antepasados de hace mucho tiempo tenían un gobierno y era un carbón reluciente del fuego del lugar en que habíamos estado viviendo y lo usábamos para encender el fuego del nuevo lugar al que íbamos. Así que yo digo: No nos queráis detener, queremos seguir avanzando, tenemos nuestro propio discurso”.
Di//cao, Oma, mujer bosquimana de Nyae Nyae, Namibia.[cita requerida]